# I Sullivans
I Sullivans (The Sullivans) è una soap opera australiana in 1114 puntate trasmesse per la prima volta dal 1976 al 1983.
Racconta la storia di una famiglia della media borghesia di Melbourne e l'effetto della seconda guerra mondiale sulle loro vite. Fu un successo in Australia e fu trasmessa per sette anni. La storia inizia nel 1939, con la dichiarazione di guerra contro la Germania.

## Trama
Fin dall'inizio è incentrata sulla famiglia Sullivan di Camberwell, Victoria, e sui loro amici, vicini, parenti e collaboratori. La maggior parte delle storie è legata alla guerra e si concentra sia sul combattimento stesso sia sugli effetti del conflitto sulla famiglia Sullivan.

## Produzione
Il serial fu prodotto da Crawford Productions e Nine Network Australia e girato a Melbourne in Australia. Diverse scene di battaglie nel nord Africa, in Grecia, a Creta, nei Paesi Bassi, in Inghilterra, in Nuova Guinea e in Malesia furono girate intorno Melbourne. Il serial divenne noto per i suoi elevati standard produttivi. La produzione fece enormi sforzi per garantire la fedeltà storica e culturale. Mobilie autentiche degli anni 1930 furono utilizzate sul set, mentre la cucina e le dispense in cui sono ambientate molte scene furono arredate con molti oggetti dell'epoca.

### Registi
Tra i registi sono accreditati:
- Ian Crawford
- Ian Jones
- Howard Neil
- Pino Amenta
- Graeme Arthur
- John Gauci
- Rod Hardy
- Ron Hardy
- Bill Hughes
- George Miller
- Paul Moloney
- Julian Pringle
- David Stevens
- Charles 'Bud' Tingwell
- Simon Wincer

### Sceneggiatori
Tra gli sceneggiatori sono accreditati:
- Jock Blair
- Ian Jones
- Lynn Bayonas
- Ray Kolle
- Tony Morphett
- Charlie Strachan

## Distribuzione
La serie fu trasmessa in Australia dal 15 novembre 1976 al 10 marzo 1983 sulla rete televisiva Nine Network. In Italia è stata trasmessa con il titolo I Sullivans.